# Krapina-Zagorje
Krapina-Zagorje —Krapinsko-zagorska (croat)— és un comtat croat al nord de Croàcia. Engloba la regió històrica de Hrvatsko Zagorje (Zagorje Croat). El comtat té una superfície de 1.230 km² i 142.432 habitants (cens de 2001). La capital és Krapina. El comtat limita al nord-oest amb el comtat de Varaždin, al sud-oest i al sud-est amb el comtat de Zagreb i al sud amb la ciutat de Zagreb.

## Ciutats i municipis
El comtat de Krapina-Zagorje comprèn 7 ciutats i 25 municipis (cens de 2001):